# Mansa, Gujarat
Mansa là một thành phố và khu đô thị của quận Gandhinagar thuộc bang Gujarat, Ấn Độ.

## Địa lý
Mansa có vị trí 23°26′B 72°40′Đ / 23,43°B 72,67°Đ Nó có độ cao trung bình là 94 mét (308 feet).

## Nhân khẩu
Theo điều tra dân số năm 2001 của Ấn Độ, Mansa có dân số 27.922 người. Phái nam chiếm 52% tổng số dân và phái nữ chiếm 48%. Mansa có tỷ lệ 69% biết đọc biết viết, cao hơn tỷ lệ trung bình toàn quốc là 59,5%: tỷ lệ cho phái nam là 75%, và tỷ lệ cho phái nữ là 63%. Tại Mansa, 12% dân số nhỏ hơn 6 tuổi.